# Mike O’Callaghan
Donal Neil „Mike” O'Callaghan (ur. 10 września 1929 w La Crosse, zm. 5 marca 2004 w Paradise) – amerykański polityk, członek Partii Demokratycznej.
W latach 1971–1979 był gubernatorem stanu Nevada. Jego działania miały na celu pomoc osobom biednym; wprowadził m.in. program budowy niedrogich, dostępnych powszechnie domów.
Po zakończeniu pracy na stanowisku gubernatora kierował gazetą „Las Vegas Sun”.